# Sierra Gorda (México)
A Sierra Gorda é cadeia de montanhas que fica no México, está localizada na região orográficas pertencentes à inclinação do Golfo do México, com um relevo de origem sedimentar caracterizada por altas montanhas com altitudes de 3.000 metros acima do nível do mar e com gorges ampla e profunda esculpidos pelos rios Santa Maria, Extoraz e Moctezuma. Ela está localizada na zona de transição entre a região neártica e a região neotropical

## Localização

Localização da Reserva da Sierra Gorda no estado de Querétaro.

Os contrastes naturais e paisagens vistas na área são variados para encontrar semi-deserto em Peñamiller, do estado de Querétaro, situadas em altitudes de 1,300 a 1,700 m, começa a subida da montanha no município de Pinal de Amoles também no estado de Querétaro, que se eleva acima de 3.000 metros e é uma barreira geográfica, determina o clima os componentes biológicos e sociais de Sierra Gorda.
Nesta região encontramos floresta de coníferas, carvalhos, pinheiros mistos de carvalho e de fragmentos de floresta. Posteriormente, se inicia a diminuição e finalmente, alcança os vales nos municípios de Jalpan de Serra, Arroyo Seco e Landa de Matamoros o estado de Querétaro, e pequenas regiões nos estados de Hidalgo, San Luis Potosí e Guanajuato onde se encontra combinado com floresta tropical.
Depois dos vales aparece uma pequena cordilheira que se eleva até os 1,600 msnm, e logo se volta a descer para chegar a uma zona de montanhas que terminam no pé da Sierra Madre Oriental,la qual alcança os 2,900 msnm nos estados de Querétaro e San Luís Potosí, e na que se encontram extensões importantes de floresta de coníferas, floresta mista e floresta tropical úmida e um pequeno fragmento de floresta tropical.

## Geológia

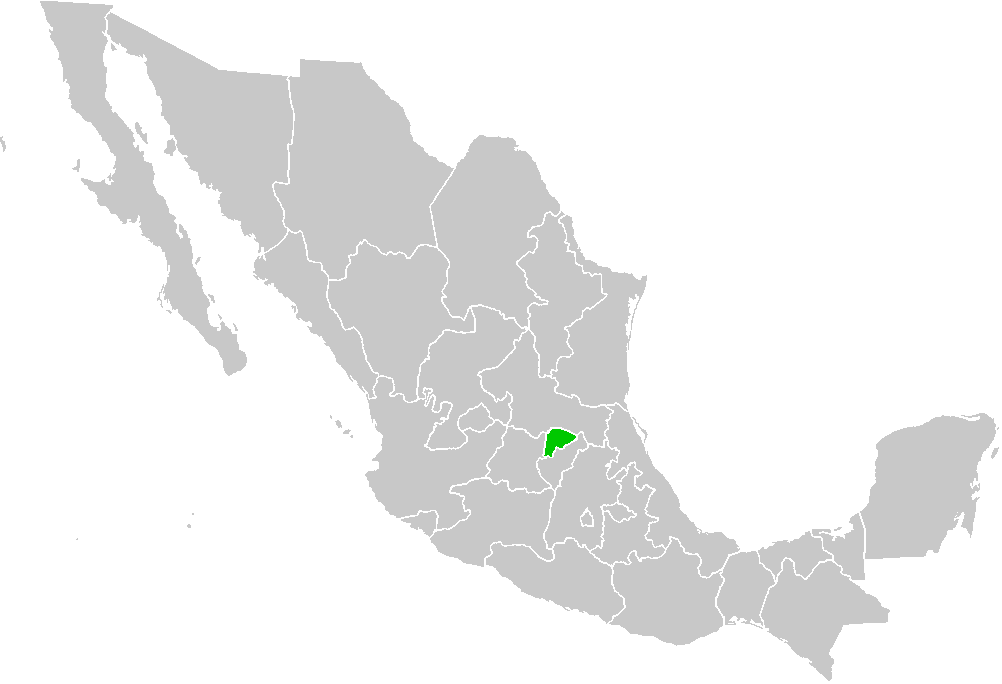
Sierra Gorda no território mexicano

O processo geológico mais evidente é a orogenia, causada por compressão e extensional forças tectônicas que levaram à formação da província chamada fisiográfica Sierra Madre Oriental.
Esta provincia ocupa uma extensão de 5,000 km² na porção norte do estado de Querétaro, norte de Hidalgo, sul de San Luis Potosí e noreste de Guanajuato, e os sistemas fluviais do rio Santa María e del rio Moctezuma tributários poderoso do rio Pánuco, a cortam de bloco através de imponentes cânions, delimitando a denominada subprovincia de Carso Huasteco.
Dentro dsta subprovincia da Sierra Madre Oriental, se localiza a Reserva da Biosfera Sierra Gorda que ocupa 76.68 % da mesma.
As topoformas que caracterizam a região são:
• Serras de laderas convexas;
• Serras de laderas abruptas;
• Cânions;
• Planícies

## Topografia
A topografia da Sierra Gorda Queretana é abrupta, de 300 a 3,100 msnm, com uma altitude média predominante entre os 1,300 e os 2,400 msnm, caracterizada por elevações como as Colinas de Jasso e o da Media Luna 2,420 msnm; a colina da Tembladera 1,880 msnm; e a colina de Otates 1,450 msnm, colina del Pelón 1,400 msnm, La Tinaja, San Pedro e Piletas.
Entre as colinas mais elevadas se pode mencionar a colina da Calentura e da Pingüica, no município de Pinal de Amoles, com alturas de 3,060 e 3,100 msnm respectivamente. Cabe mencionar que a colina da Pingüica forma parte do divisor de águas entre a bacia do município de  Tamuín e a bacia do rio Extóraz, pertenecente este ao Moctezuma.
As planícies se apresentam a altitudes entre 600 e 900 msnm, com uma altitude em média de 750 msnm e uma extensão entre 5 e 7 km², onde se desenvolveu vários assentamentos humanos e à agricultura.

## Otros Aspectos
Devido a natureza calcária da região, assim como a influência de outros fatores de tipo geológico, climático e geográfico, as rochas têm processos de dissolução, exigindo a presença de diversas formas de relevo como buracos, fendas e cavernas, entre outros.
Na Sierra Gorda se encontram mais de 500 vales com diferentes profundidades, entre as que destacam o Sótano de Barro, com uma longitude de 410 m, que o classifica como o terceiro em seu tipo a nível mundial, assim como o Sotanito de Ahuacatlán de 288 m. Assim mesmo, se apresentam afloramentos de depósitos de fósseis da época cretáceo representado por aglomerados de conchas do mar.